# Viva Bianca
Viva Bianca (tên khai sinh Viva Skubiszewski, phát âm scooby-shev-ski) là nữ diễn viên Úc được biết tới qua vai Ilithyia trong series phim Spartacus: Máu và cát và Spartacus: Báo thù. Bianca tốt nghiệp trường Học viện trình diễn nghệ thuật tây Úc và tại đây cô có vinh dự nhận được giải Nữ diễn viên xuất sắc nhất. Cô chính là con gái của Cezary Skubiszewki, một nhạc sĩ chuyên soạn nhạc cho phim và truyền hình, bố cô là người Úc-Balan. Bianca kể rằng Cate Blanchett và Heath Ledger là hai diễn viên Úc gây ảnh hưởng tới cô nhất.

## Sự nghiệp
Bianca tham gia khá nhiều phim truyền hình phải kể đến như Eugenie Sandler P.I., Marshall Law, All Saints và The Strip. Ngoài ra cô còn đóng một số phim Úc như Accidents Happen và Bad Bush.
Nổi bật nhất của cô là vai chính Ilithyia, con gái của nguyên lão Albinius và là vợ của Glaber, trong series Spartacus: Máu và cát và Spartacus: Báo thù của hãng Starz originals.

## Những phim đã tham gia
| Năm  | Tên                       | Vai diễn        | Notes                           |
| ---- | ------------------------- | --------------- | ------------------------------- |
| 2000 | Eugénie Sandler P.I.      | Adriana         | Episode: "1.11" Episode: "1.12" |
| 2002 | Marshall Law              | Tiffany         | Episode: "The Perfect Sister"   |
| 2003 | Blue Heelers              | Tammy King      | Episode: "Too Hard Basket"      |
| 2006 | All Saints                | Michaeley Kratt | Episode: "Breaking Point"       |
| 2008 | The Strip                 | Serena          | Episode: "1.12"                 |
| 2009 | Accidents Happen          | Becky           |                                 |
| 2009 | Bad Bush                  | Ophelia         |                                 |
| 2010 | Spartacus: Blood and Sand | Ilithyia        | 13 episodes                     |
| 2011 | X night of vengeance      | Holly Rowe      |                                 |
| 2011 | Panic at Rock Island      | Paige           | TV movie                        |
| 2012 | Spartacus: Vengeance      | Iliythia        | 10 episodes                     |